# Cunctochrysa baetica
Cunctochrysa baetica är en insektsart som först beskrevs av Hölzel 1972.  Cunctochrysa baetica ingår i släktet Cunctochrysa och familjen guldögonsländor. Inga underarter finns listade i Catalogue of Life.